# Franz von Voß (Politiker, 1777)
Franz Friedrich Wilhelm Karl von Voß (auch Voss) (* 19. Januar 1777 in Minden; † 6. September 1867 in Stendal) war ein preußischer Hauptmann und Bürgermeister der Stadt Stendal.

## Herkunft
Er entstammte einer Stendaler Handwerker- und Advokatenfamilie und war Sohn der Sophia Edle von Rappard († 1823 in Düsseldorf) und des Geheimen Oberfinanzrats Friedrich Wilhelm (von) Voss († 1806), welcher im Jahr 1786 in den preußischen Adel erhoben worden war. Franz heiratatet Wilhelmine Freiin von Gayl (* 1781; † 1870), Tochter der Sophie Schenk von Flechtlingen und des Kasimir Freiherr von Gayl. Ihr ältester Sohn war der gleichnamige Franz von Voß, welcher als preußischer Verwaltungsjurist und Oberbürgermeister der Stadt Halle wirkte. Der zweite Sohn Friedrich von Voss (* 1818; † 1903) wurde Justiszrat, der dritte Sohn war spätere Generalleutnant Wilhelm von Voss.
Franz von Voß hatte drei Geschwister, Bruder Wilhelm von Voss (* 1780; † 1857) wurde kgl. preuß. Landesgerichts-Präsident und Geheimer Justizrat.

## Wirken
Voss trat während der Koalitionskriege in die preußische Armee ein und nahm dort 1808 seinen Abschied als Hauptmann, um als Kreisamtmann in Kalbe zu wirken. Er war seit dem 1. Juni 1814 Bürgermeister der Stadt Stendal und wurde 1840 auf Lebenszeit gewählt. In seine Amtszeit fielen etliche städtebauliche Veränderungen, wie der Abbruch mittelalterlicher Bauten zugunsten einer Modernisierung. Aufgrund einer schweren Erkrankung beantragte er 1848 seine Pensionierung.